# Sazak, Sarayköy
Sazak là một xã thuộc huyện Sarayköy, tỉnh Denizli, Thổ Nhĩ Kỳ. Dân số thời điểm năm 2010 là 127 người.